# Время перемен
«Время перемен» (A Time of Changes) — фантастический роман американского писателя Роберта Силверберга, опубликованный в 1971 году. Тогда же удостоен премии «Небьюла» как лучшее произведение в своём жанре. Роман также находился в шорт-листе премии Хьюго, но не получил награды.

## Сюжет
Действие происходит в отдаленном будущем на планете Борсен, заселенной потомками мигрантов с Земли, которая к тому времени практически погибла в результате экологических бедствий. На Борсене сложилась уникальная культура, в которой основополагающим моральным принципом является запрет на самовыражение. Человек должен хранить все свои переживания при себе, публичное излияние своих эмоций является нечестием, сурово осуждаемым религией. Само слово «я», «моё» фактически приравнены к ругательствам.
Однако у каждого жителя Борсена есть названые брат и сестра, которые являются его единственными конфидентами, перед которыми он может открыть свою душу. Однако сексуальные и любовные отношения между ними строго табуированы. Религия планеты Борсен предполагает наличие особого ритуала «исповеди», когда призванные для этого специальные служители церкви выслушивают от лица богов всё то, что накопилось у человека на душе.
В центре повествования судьба принца одного из небольших государств этой планеты — Киннала Дарнваля. После того, как его брат становится правителем, он вынужден, тяготясь постоянным негласным подозрением брата в стремлении вмешаться во внутреннюю политику государства, покинуть родину. После тяжелых скитаний он находит надежный приют в прибрежном богатом регионе Маннетран, где заводит семью и становится влиятельным государственным деятелем. Склонный к рефлексии и даже самоуничижению, тяготящийся запрещенной страстью к своей названой сестре Халум Хелалам, Киннал однажды встречает землянина Швейца. Эта встреча переворачивает его жизнь.
Религия, запрещающая «самообнажение» души распространена лишь на одном континенте планеты — Велада. На соседнем континенте, называемом Шумар, о жителях которых известно, что они подобны дикарям и неспособны на создание цивилизации, существует культура употребления особого наркотика, который позволяет человеку полностью раскрывать свои мысли перед другим человеком. Наркотик принимается совместно двумя людьми, или целой группой лиц. На континенте Велада этот наркотик строго запрещен.
Землянин Швейц побывал на Шумаре, привез оттуда этот наркотик, и убедил Киннала Дарнваля попробовать его. Киннал убежден, что такой новый опыт раскрытия сознания иному человеку, несёт благо обществу Велада, и начинает активно распространять его среди жителей Меннарана. Это приводит к резкому изменению его судьбы, и Кинналу предстоят тяжелые испытания.

## Критика и отзывы
Роман считается заметным произведением литературного движения американской «Новой волны». Однако Станислав Лем в монографии «Фантастика и футурология» писал, что «на самом деле роман не говорит ни о культуре, ни о наркотиках, поскольку не имеет ничего общего с социологией или философией человека: это попросту сказка», в которой изображены «два противостоящих колдовства: культура Бортама, „зачарованная антиперсоналистически“, существует в злом сне заклятия, а наркотик является „расколдовывающим средством“, то есть магией, которая снимает заклятие. <…> В этом не было бы ничего плохого, если бы не та настойчивость, с которой её выдают за проблемное произведение. Награда свидетельствует об убожестве критериев литературной оценки, которыми пользуется SFWA». Журнал «Мир фантастики» поместил этот роман в 10-ку главных романов «Новой волны». А. Сорочан отметил, что автор «создал серьёзное и очень стильное произведение, пользующееся заслуженной популярностью».